# Battaglia di San Pedro de las Colonias
La battaglia di San Pedro de las Colonias avvenne il 12 aprile 1914 durante la rivoluzione messicana e fu combattuta tra l'esercito ribelle della División del Norte guidata da Pancho Villa e le truppe federali al comando del brigadiere Juan Andreu Almazán inviato dal presidente Victoriano Huerta a difendere la città.
Fu una battaglia decisiva per il dominio del Messico settentrionale da parte delle forze rivoluzionarie.

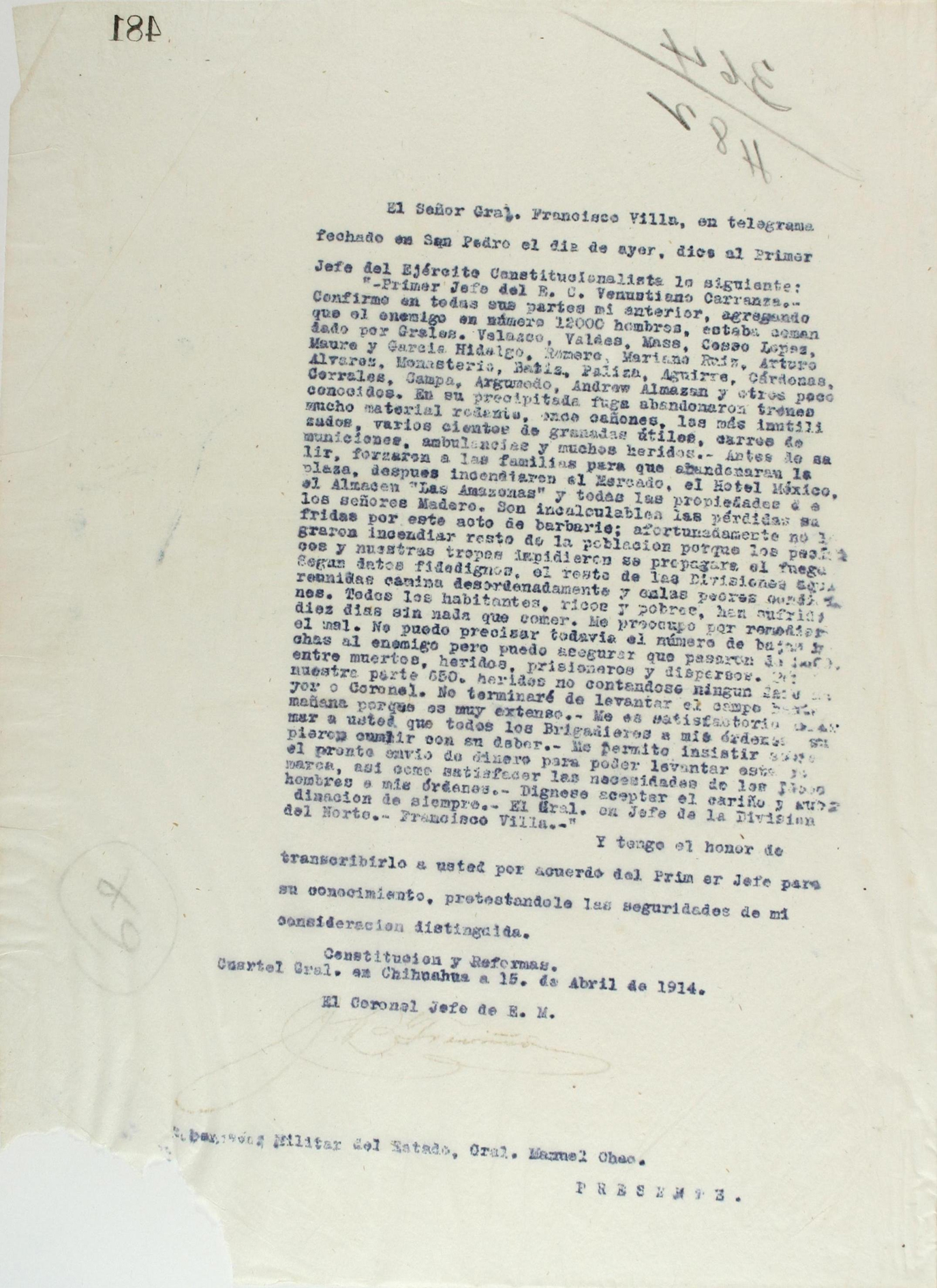
La trascrizione del telegramma con cui Pancho Villa annunciò la conquista di San Pedro de las Colonias

## Descrizione
San Pedro de las Colonias si trovava sulla ferrovia che portava a Monterrey e Paredón, due punti strategici importanti e per questo necessitava di essere conquistata. Intuendo questo, Huerta inviò Almazán a presidiarla.
Inoltre dopo la battaglia di Torreón alcune forze federali guidate da De Maure e López vi si erano rifugiate e per questo nei piani di Villa si necessitava di doverle fermare a tutti i costi.
Le forze dell'esercito federale consistevano secondo la testimonianza di Villa stesso in circa 12 000 uomini mentre è ignoto il numero delle truppe ribelli impiegate.
Furono le truppe federali ad attaccare per prime ma le truppe nemiche si salvarono grazie alla difesa organizzata dal generale Ángeles e alla fine vinsero e conquistarono la città.
La battaglia si risolse con 3 500 morti per l'esercito federale e "soli" 650 per i villisti.